# Mnesarete hyalina
Mnesarete hyalina – gatunek ważki z rodziny świteziankowatych (Calopterygidae). Występuje na terenie Ameryki Południowej.